# سعدون (اسم)
سعدون هو اسم علم مذكر من أصل عربي، ومعناه هو من السعادة.

## شخصيات تحمل الاسم
- سعدون الدليمي (سياسي عراقي، 1954 – )
- سعدون الرعيني (سياسي إسباني، القرن 8 – 800)
- سعدون الزبيدي (القرن 20 – )
- سعدون السعدون (1772 – )
- سعدون السويحلي (1893 – )
- سعدون جابر (مغني عراقي، 1950 – )
- سعدون حماد العتيبي (سياسي كويتي، 1959 – )
- سعدون حمادي (سياسي عراقي، 22 يونيو 1930[3][4] – 14 مارس 2007[3][4])
- سعدون عبود (2 يوليو 1967 – )
- سعدون غيدان (1930 – 1985)

## وصلات خارجية
- موسوعة السلطان قابوس لأسماء العرب نسخة محفوظة 5 أبريل 2019 على موقع واي باك مشين.